# ラルフ・アダムス・クラム

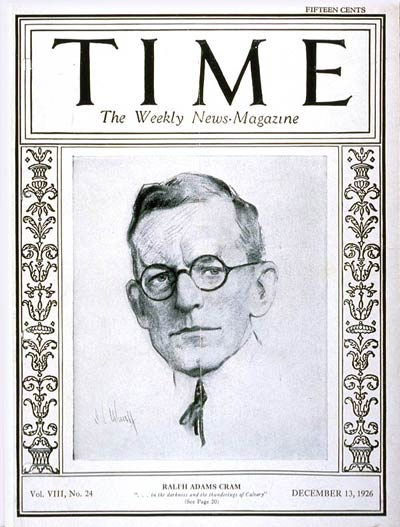
1926年のタイム誌の表紙を飾る

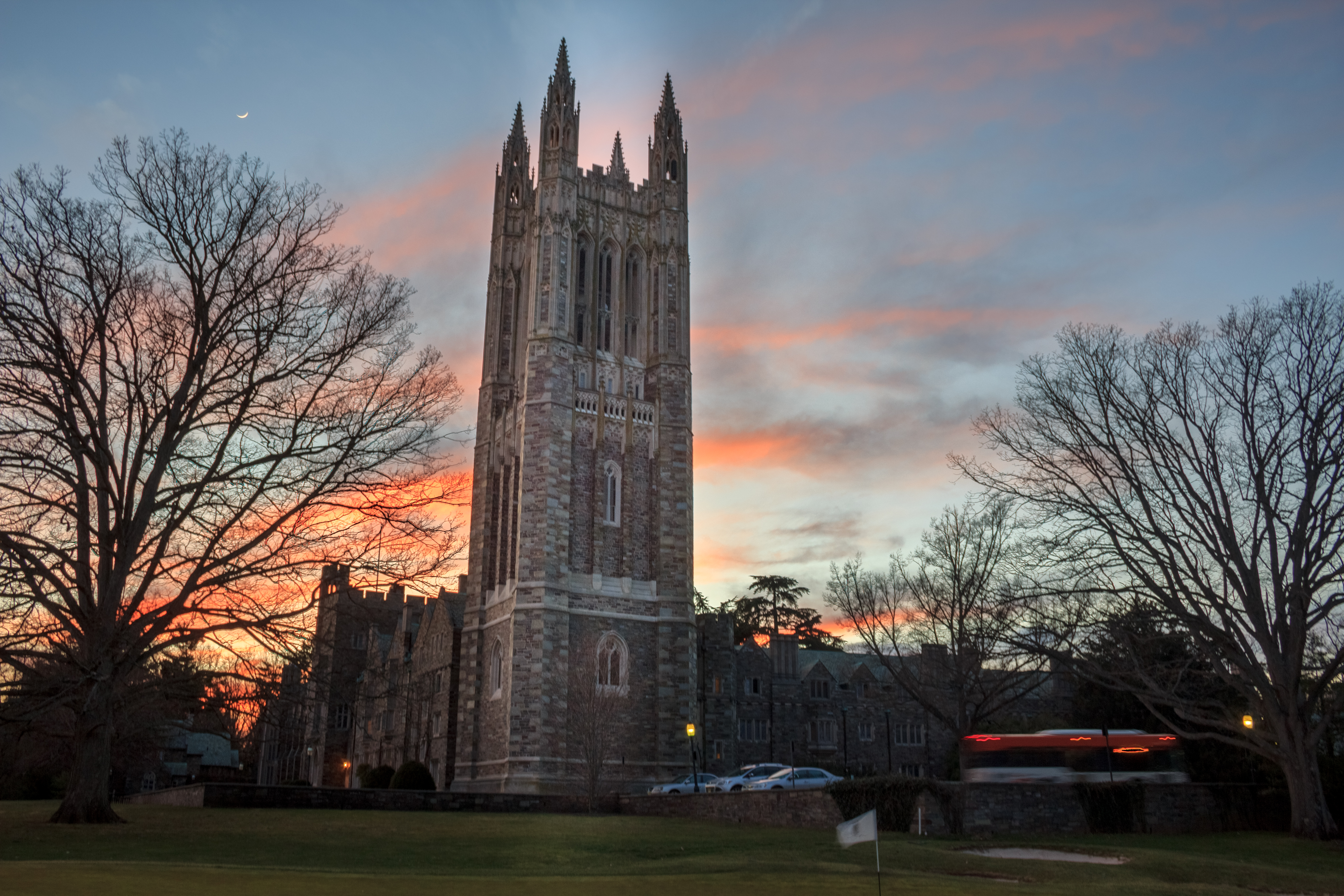
1911年ごろの代表作のひとつ、プリンストン大学院

ラルフ・アダムス・クラム（Ralph Adams Cram、1863年12月16日 - 1942年9月22日）は、しばしばゴシック・リヴァイヴァル建築の大学と教会堂で知られる、アメリカ合衆国の多作で影響力のある建築家。

## 出版物
クラムはフィクションの作家としての一面もあり、彼の作品は奇書という評価を得ている。ハワード・フィリップス・ラヴクラフトは、クラムの作品の一つ『死の谷』をホラーとして激賞した。

## 所属
クラムは以下の肩書を持っている
- フェロー
  - アメリカ建築家協会
  - 王立地理学会
  - アメリカ芸術科学アカデミー[4]

## 日本との関係

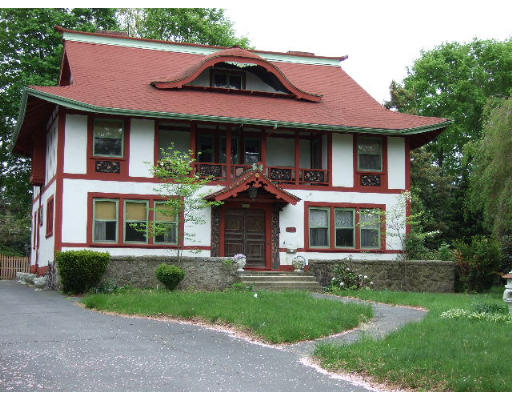
日本建築を模した住宅House of the Rising Sun, Fall River, MA。1890年頃

1898年に一度来日しており、帝国議会議事堂、立教大学、津田塾大学小平キャンパス校舎の設計案もあったがいずれも実現しなかった。1905年には『日本建築の印象』（Impressions of Japanese Architecture, The Baker & Taylor Company, 1905）と題した著作を出版した。